# Eskdalemuir
Eskdalemuir (Moor des Esk-Tals) ist ein Ort in der schottischen Council Area Dumfries and Galloway.

## Geografie
Eskdalemuir liegt innerhalb eines feuchten Hochmoorgebiets, das hauptsächlich für Schafzucht und Forstwirtschaft genutzt wird.
Der Ort liegt am Ufer des White Esk, der sich mehrere Kilometer südlich mit dem Black Esk zum Esk verbindet.

## Sehenswürdigkeiten

### Wetterstation
Eskdalemuir ist bekannt für seine Wetterstation, wo einst Lewis Fry Richardson – der Erfinder der numerischen Wettervorhersage – gearbeitet hat. Der Ort hält den britischen Niederschlagsrekord. Am 26. Juni 1953  wurden dort innerhalb von 30 Minuten 80 mm Niederschlag gemessen.

### Tibetisches Kloster

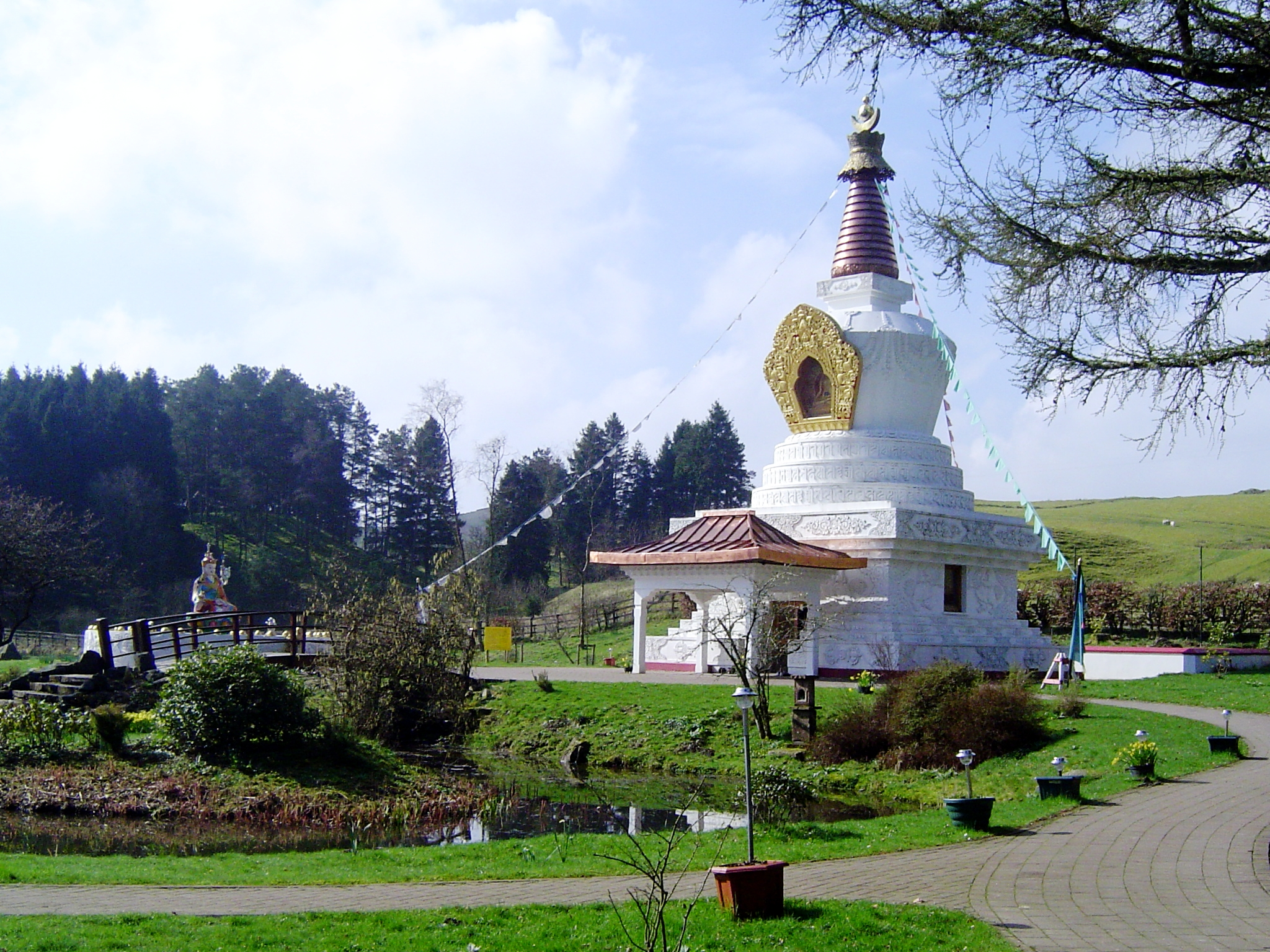
Stupa des tibetischen Klosters

Das tibetische Kloster Samye Ling (Kagyu Samyé Ling Monastery and Tibetan Centre) wurde im Jahr 1967 auf dem Grundstück einer ehemaligen Jagdhütte eingerichtet.

### Ausgrabungen
In Eskdalemuir entdeckten Archäologen zwei Steinkreise (Girdle Stanes, Loupin Stanes) sowie Funde aus der Römerzeit und mittelalterliche Befestigungsanlagen. Beim Dorf liegt auch die Steinkiste King Shaw’s Grave.